# Суур-Соо
Суур-Соо (эст. Suru soo) — болото в заповеднике Пыхья-Кырвемаа в волости Куусалу Харьюского уезда Эстонии. Территориально расположено в деревне Койтъярве, в среднем течении реки Вальгейыги. Является отдельным охраняемым природным объектом.
Площадь болота — 25,7 км². Из них 13,6 составляет низиное болото, а 6,7 — верховое.
В советское время болото находилось на территории полигона Аэгвийду. В западной части болота сохранились воронки от бомб, а также повышен уровень тяжёлых металлов.

## Название
На топокартах Генштаба СССР болото отмечено как Суур-Соо. В Эстонии болото имеет несколько различных названий: Суру (эст. Suru), Суру-Суурсоо (эст. Suru Suursoo — «Большое болото Суру»), а также Кынну-Суурсоо (эст. Kõnnu Suursoo — «Большое болото Кынну»). Название «Суру» болото получило в честь находящейся неподалеку деревни Суру.